# Svetovno prvenstvo v hokeju na ledu 1966
Svetovno prvenstvo v hokeju na ledu 1966 je bilo triintrideseto Svetovno prvenstvo v hokeju na ledu. Potekalo je med 3. in 13. marcem 1966 v ljubljanski dvorani Hala Tivoli (skupina A), Zagrebu (skupina B) in jeseniški dvorani Podmežakla (skupina C), Jugoslavija. Zlato medaljo je osvojila sovjetska reprezentanca, srebrno češkoslovaška, bronasto pa kanadska, v konkurenci dvajsetih reprezentanc, sedmič tudi jugoslovanske, ki je osvojila enajsto mesto, po kakovosti razdeljenih v skupine A, B in C. 

## Dobitniki medalj
| Zlato | Srebro | Bron |
| Sovjetska zvezaViktor Konovalenko Viktor Zinger Aleksander Ragulin Viktor Kuzkin Vladimir Brežnev Vitalij Davidov Oleg Zajcev Konstantin Loktev Aleksander Almetov Venjamin Aleksandrov Viktor Jakušev Vjačeslav Staršinov Boris Majorov Vladimir Vikulov Viktor Polupanov Anatolij Firsov Anatolij Jonov | ČeškoslovaškaVladimír Dzurilla Jiří Holeček Rudolf Potsch František Tikal Jan Suchý Ladislav Šmíd Jaromír Meixner Stanislav Prýl Václav Nedomanský Josef Černý František Ševčík Jozef Golonka Jaroslav Jiřík Jan Klapáč Jaroslav Holík Jiří Holík Milan Kokš | KanadaSeth Martin Ken Broderick Gary Begg Terry O'Malley Barry McKenzie Paul Conlin Lorn Davis Harvey Schmidt Jack McLeod Frank Huck Morris Mott Bill MacMillan Marshall Johnson George Faulkner Ray Cadieux Roger Bourbonnais Rick McCann |

## Kvalifikacije

### Za skupino B
| 11. december 1965 | Romunija | 11:3 | Francija | Bukarešta, Romunija |

| Poročilo tekme      | Poročilo tekme | Poročilo tekme | Poročilo tekme | Poročilo tekme |
| ------------------- | -------------- | -------------- | -------------- | -------------- |
| Začetek: ni podatka |                |                |                |                |

| 12. december 1965 | Italija | 10:2 | Francija | Bukarešta, Romunija |

| Poročilo tekme      | Poročilo tekme | Poročilo tekme | Poročilo tekme | Poročilo tekme |
| ------------------- | -------------- | -------------- | -------------- | -------------- |
| Začetek: ni podatka |                |                |                |                |

| 13. december 1965 | Romunija | 6:2 | Italija | Bukarešta, Romunija |

| Poročilo tekme      | Poročilo tekme | Poročilo tekme | Poročilo tekme | Poročilo tekme |
| ------------------- | -------------- | -------------- | -------------- | -------------- |
| Začetek: ni podatka |                |                |                |                |

- Romunska reprezentanca se je uvrstila v skupino B.

## Tekme

### Skupina A
| 3. marec 1966 | Sovjetska zveza | 8:1 | Poljska | Hala Tivoli, Ljubljana |

| Poročilo tekme      | Poročilo tekme | Poročilo tekme | Poročilo tekme | Poročilo tekme |
| ------------------- | -------------- | -------------- | -------------- | -------------- |
| Začetek: ni podatka |                |                |                |                |

| 3. marec 1966 | Češkoslovaška | 6:0 | Vzhodna Nemčija | Hala Tivoli, Ljubljana |

| Poročilo tekme      | Poročilo tekme | Poročilo tekme | Poročilo tekme | Poročilo tekme |
| ------------------- | -------------- | -------------- | -------------- | -------------- |
| Začetek: ni podatka |                |                |                |                |

| 3. marec 1966 | Švedska | 5:1 | Finska | Hala Tivoli, Ljubljana |

| Poročilo tekme      | Poročilo tekme | Poročilo tekme | Poročilo tekme | Poročilo tekme |
| ------------------- | -------------- | -------------- | -------------- | -------------- |
| Začetek: ni podatka |                |                |                |                |

| 3. marec 1966 | Kanada | 7:2 | ZDA | Hala Tivoli, Ljubljana |

| Poročilo tekme      | Poročilo tekme | Poročilo tekme | Poročilo tekme | Poročilo tekme |
| ------------------- | -------------- | -------------- | -------------- | -------------- |
| Začetek: ni podatka |                |                |                |                |

| 5. marec 1966 | Kanada | 6:0 | Poljska | Hala Tivoli, Ljubljana |

| Poročilo tekme      | Poročilo tekme | Poročilo tekme | Poročilo tekme | Poročilo tekme |
| ------------------- | -------------- | -------------- | -------------- | -------------- |
| Začetek: ni podatka |                |                |                |                |

| 5. marec 1966 | Švedska | 1:4 | Vzhodna Nemčija | Hala Tivoli, Ljubljana |

| Poročilo tekme      | Poročilo tekme | Poročilo tekme | Poročilo tekme | Poročilo tekme |
| ------------------- | -------------- | -------------- | -------------- | -------------- |
| Začetek: ni podatka |                |                |                |                |

| 5. marec 1966 | Sovjetska zveza | 11:0 | ZDA | Hala Tivoli, Ljubljana |

| Poročilo tekme      | Poročilo tekme | Poročilo tekme | Poročilo tekme | Poročilo tekme |
| ------------------- | -------------- | -------------- | -------------- | -------------- |
| Začetek: ni podatka |                |                |                |                |

| 6. marec 1966 | Češkoslovaška | 6:1 | Poljska | Hala Tivoli, Ljubljana |

| Poročilo tekme      | Poročilo tekme | Poročilo tekme | Poročilo tekme | Poročilo tekme |
| ------------------- | -------------- | -------------- | -------------- | -------------- |
| Začetek: ni podatka |                |                |                |                |

| 6. marec 1966 | Kanada | 9:1 | Finska | Hala Tivoli, Ljubljana |

| Poročilo tekme      | Poročilo tekme | Poročilo tekme | Poročilo tekme | Poročilo tekme |
| ------------------- | -------------- | -------------- | -------------- | -------------- |
| Začetek: ni podatka |                |                |                |                |

| 6. marec 1966 | Švedska | 6:1 | ZDA | Hala Tivoli, Ljubljana |

| Poročilo tekme      | Poročilo tekme | Poročilo tekme | Poročilo tekme | Poročilo tekme |
| ------------------- | -------------- | -------------- | -------------- | -------------- |
| Začetek: ni podatka |                |                |                |                |

| 6. marec 1966 | Sovjetska zveza | 10:0 | Vzhodna Nemčija | Hala Tivoli, Ljubljana |

| Poročilo tekme      | Poročilo tekme | Poročilo tekme | Poročilo tekme | Poročilo tekme |
| ------------------- | -------------- | -------------- | -------------- | -------------- |
| Začetek: ni podatka |                |                |                |                |

| 8. marec 1966 | Švedska | 8:2 | Poljska | Hala Tivoli, Ljubljana |

| Poročilo tekme      | Poročilo tekme | Poročilo tekme | Poročilo tekme | Poročilo tekme |
| ------------------- | -------------- | -------------- | -------------- | -------------- |
| Začetek: ni podatka |                |                |                |                |

| 8. marec 1966 | Češkoslovaška | 7:4 | ZDA | Hala Tivoli, Ljubljana |

| Poročilo tekme      | Poročilo tekme | Poročilo tekme | Poročilo tekme | Poročilo tekme |
| ------------------- | -------------- | -------------- | -------------- | -------------- |
| Začetek: ni podatka |                |                |                |                |

| 8. marec 1966 | Kanada | 6:0 | Vzhodna Nemčija | Hala Tivoli, Ljubljana |

| Poročilo tekme      | Poročilo tekme | Poročilo tekme | Poročilo tekme | Poročilo tekme |
| ------------------- | -------------- | -------------- | -------------- | -------------- |
| Začetek: ni podatka |                |                |                |                |

| 9. marec 1966 | Vzhodna Nemčija | 4:0 | Poljska | Hala Tivoli, Ljubljana |

| Poročilo tekme      | Poročilo tekme | Poročilo tekme | Poročilo tekme | Poročilo tekme |
| ------------------- | -------------- | -------------- | -------------- | -------------- |
| Začetek: ni podatka |                |                |                |                |

| 9. marec 1966 | Finska | 4:1 | ZDA | Hala Tivoli, Ljubljana |

| Poročilo tekme      | Poročilo tekme | Poročilo tekme | Poročilo tekme | Poročilo tekme |
| ------------------- | -------------- | -------------- | -------------- | -------------- |
| Začetek: ni podatka |                |                |                |                |

| 10. marec 1966 | Češkoslovaška | 2:1 | Kanada | Hala Tivoli, Ljubljana |

| Poročilo tekme      | Poročilo tekme | Poročilo tekme | Poročilo tekme | Poročilo tekme |
| ------------------- | -------------- | -------------- | -------------- | -------------- |
| Začetek: ni podatka |                |                |                |                |

| 10. marec 1966 | Sovjetska zveza | 3:3 | Švedska | Hala Tivoli, Ljubljana |

| Poročilo tekme      | Poročilo tekme | Poročilo tekme | Poročilo tekme | Poročilo tekme |
| ------------------- | -------------- | -------------- | -------------- | -------------- |
| Začetek: ni podatka |                |                |                |                |

| 11. marec 1966 | Finska | 6:3 | Poljska | Hala Tivoli, Ljubljana |

| Poročilo tekme      | Poročilo tekme | Poročilo tekme | Poročilo tekme | Poročilo tekme |
| ------------------- | -------------- | -------------- | -------------- | -------------- |
| Začetek: ni podatka |                |                |                |                |

| 11. marec 1966 | Vzhodna Nemčija | 0:4 | ZDA | Hala Tivoli, Ljubljana |

| Poročilo tekme      | Poročilo tekme | Poročilo tekme | Poročilo tekme | Poročilo tekme |
| ------------------- | -------------- | -------------- | -------------- | -------------- |
| Začetek: ni podatka |                |                |                |                |

| 11. marec 1966 | Češkoslovaška | 2:1 | Švedska | Hala Tivoli, Ljubljana |

| Poročilo tekme      | Poročilo tekme | Poročilo tekme | Poročilo tekme | Poročilo tekme |
| ------------------- | -------------- | -------------- | -------------- | -------------- |
| Začetek: ni podatka |                |                |                |                |

| 11. marec 1966 | Sovjetska zveza | 3:0 | Kanada | Hala Tivoli, Ljubljana |

| Poročilo tekme      | Poročilo tekme | Poročilo tekme | Poročilo tekme | Poročilo tekme |
| ------------------- | -------------- | -------------- | -------------- | -------------- |
| Začetek: ni podatka |                |                |                |                |

| 12. marec 1966 | ZDA | 6:4 | Poljska | Hala Tivoli, Ljubljana |

| Poročilo tekme      | Poročilo tekme | Poročilo tekme | Poročilo tekme | Poročilo tekme |
| ------------------- | -------------- | -------------- | -------------- | -------------- |
| Začetek: ni podatka |                |                |                |                |

| 12. marec 1966 | Vzhodna Nemčija | 4:3 | Finska | Hala Tivoli, Ljubljana |

| Poročilo tekme      | Poročilo tekme | Poročilo tekme | Poročilo tekme | Poročilo tekme |
| ------------------- | -------------- | -------------- | -------------- | -------------- |
| Začetek: ni podatka |                |                |                |                |

| 13. marec 1966 | Kanada | 4:2 | Švedska | Hala Tivoli, Ljubljana |

| Poročilo tekme      | Poročilo tekme | Poročilo tekme | Poročilo tekme | Poročilo tekme |
| ------------------- | -------------- | -------------- | -------------- | -------------- |
| Začetek: ni podatka |                |                |                |                |

| 13. marec 1966 | Sovjetska zveza | 7:1 | Češkoslovaška | Hala Tivoli, Ljubljana |

| Poročilo tekme      | Poročilo tekme | Poročilo tekme | Poročilo tekme | Poročilo tekme |
| ------------------- | -------------- | -------------- | -------------- | -------------- |
| Začetek: ni podatka |                |                |                |                |

#### Lestvica
OT-odigrane tekme, z-zmage, n-neodločeni izidi, P-porazi, DG-doseženo goli, PG-prejeti goli, GR-gol razlika, T-točke.
| # | Reprezentanca   | OT | Z | N | P | DG | PG | GR  | T  |
| - | --------------- | -- | - | - | - | -- | -- | --- | -- |
| 1 | Sovjetska zveza | 7  | 6 | 1 | 0 | 55 | 7  | +48 | 13 |
| 2 | Češkoslovaška   | 7  | 6 | 0 | 1 | 32 | 15 | +17 | 12 |
| 3 | Kanada          | 7  | 5 | 0 | 2 | 33 | 10 | +23 | 10 |
| 4 | Švedska         | 7  | 3 | 1 | 3 | 26 | 17 | +9  | 7  |
| 5 | Vzhodna Nemčija | 7  | 3 | 0 | 4 | 12 | 30 | -18 | 6  |
| 6 | ZDA             | 7  | 2 | 0 | 5 | 18 | 39 | -21 | 4  |
| 7 | Finska          | 7  | 2 | 0 | 5 | 18 | 43 | -25 | 4  |
| 8 | Poljska         | 7  | 0 | 0 | 7 | 11 | 44 | -33 | 0  |

- Poljska reprezentanca je izpadla v skupino B.

### Skupina B
| 3. marec 1966 | Norveška | 12:2 | Združeno kraljestvo | Zagreb |

| Poročilo tekme      | Poročilo tekme | Poročilo tekme | Poročilo tekme | Poročilo tekme |
| ------------------- | -------------- | -------------- | -------------- | -------------- |
| Začetek: ni podatka |                |                |                |                |

| 3. marec 1966 | Švica | 3:4 | Romunija | Zagreb |

| Poročilo tekme      | Poročilo tekme | Poročilo tekme | Poročilo tekme | Poročilo tekme |
| ------------------- | -------------- | -------------- | -------------- | -------------- |
| Začetek: ni podatka |                |                |                |                |

| 3. marec 1966 | Zahodna Nemčija | 6:3 | Avstrija | Zagreb |

| Poročilo tekme      | Poročilo tekme | Poročilo tekme | Poročilo tekme | Poročilo tekme |
| ------------------- | -------------- | -------------- | -------------- | -------------- |
| Začetek: ni podatka |                |                |                |                |

| 3. marec 1966 | Jugoslavija | 6:4 | Madžarska | Zagreb |

| Poročilo tekme      | Poročilo tekme | Poročilo tekme | Poročilo tekme | Poročilo tekme |
| ------------------- | -------------- | -------------- | -------------- | -------------- |
| Začetek: ni podatka |                |                |                |                |

| 4. marec 1966 | Zahodna Nemčija | 4:1 | Romunija | Zagreb |

| Poročilo tekme      | Poročilo tekme | Poročilo tekme | Poročilo tekme | Poročilo tekme |
| ------------------- | -------------- | -------------- | -------------- | -------------- |
| Začetek: ni podatka |                |                |                |                |

| 4. marec 1966 | Švica | 6:3 | Združeno kraljestvo | Zagreb |

| Poročilo tekme      | Poročilo tekme | Poročilo tekme | Poročilo tekme | Poročilo tekme |
| ------------------- | -------------- | -------------- | -------------- | -------------- |
| Začetek: ni podatka |                |                |                |                |

| 4. marec 1966 | Avstrija | 7:2 | Madžarska | Zagreb |

| Poročilo tekme      | Poročilo tekme | Poročilo tekme | Poročilo tekme | Poročilo tekme |
| ------------------- | -------------- | -------------- | -------------- | -------------- |
| Začetek: ni podatka |                |                |                |                |

| 4. marec 1966 | Jugoslavija | 2:1 | Norveška | Zagreb |

| Poročilo tekme      | Poročilo tekme | Poročilo tekme | Poročilo tekme | Poročilo tekme |
| ------------------- | -------------- | -------------- | -------------- | -------------- |
| Začetek: ni podatka |                |                |                |                |

| 6. marec 1966 | Norveška | 0:4 | Romunija | Zagreb |

| Poročilo tekme      | Poročilo tekme | Poročilo tekme | Poročilo tekme | Poročilo tekme |
| ------------------- | -------------- | -------------- | -------------- | -------------- |
| Začetek: ni podatka |                |                |                |                |

| 6. marec 1966 | Švica | 6:7 | Avstrija | Zagreb |

| Poročilo tekme      | Poročilo tekme | Poročilo tekme | Poročilo tekme | Poročilo tekme |
| ------------------- | -------------- | -------------- | -------------- | -------------- |
| Začetek: ni podatka |                |                |                |                |

| 6. marec 1966 | Jugoslavija | 2:6 | Zahodna Nemčija | Zagreb |

| Poročilo tekme      | Poročilo tekme | Poročilo tekme | Poročilo tekme | Poročilo tekme |
| ------------------- | -------------- | -------------- | -------------- | -------------- |
| Začetek: ni podatka |                |                |                |                |

| 7. marec 1966 | Norveška | 4:3 | Avstrija | Zagreb |

| Poročilo tekme      | Poročilo tekme | Poročilo tekme | Poročilo tekme | Poročilo tekme |
| ------------------- | -------------- | -------------- | -------------- | -------------- |
| Začetek: ni podatka |                |                |                |                |

| 7. marec 1966 | Romunija | 4:2 | Madžarska | Zagreb |

| Poročilo tekme      | Poročilo tekme | Poročilo tekme | Poročilo tekme | Poročilo tekme |
| ------------------- | -------------- | -------------- | -------------- | -------------- |
| Začetek: ni podatka |                |                |                |                |

| 7. marec 1966 | Zahodna Nemčija | 10:4 | Združeno kraljestvo | Zagreb |

| Poročilo tekme      | Poročilo tekme | Poročilo tekme | Poročilo tekme | Poročilo tekme |
| ------------------- | -------------- | -------------- | -------------- | -------------- |
| Začetek: ni podatka |                |                |                |                |

| 7. marec 1966 | Jugoslavija | 3:2 | Švica | Zagreb |

| Poročilo tekme      | Poročilo tekme | Poročilo tekme | Poročilo tekme | Poročilo tekme |
| ------------------- | -------------- | -------------- | -------------- | -------------- |
| Začetek: ni podatka |                |                |                |                |

| 9. marec 1966 | Romunija | 7:1 | Avstrija | Zagreb |

| Poročilo tekme      | Poročilo tekme | Poročilo tekme | Poročilo tekme | Poročilo tekme |
| ------------------- | -------------- | -------------- | -------------- | -------------- |
| Začetek: ni podatka |                |                |                |                |

| 9. marec 1966 | Zahodna Nemčija | 4:0 | Švica | Zagreb |

| Poročilo tekme      | Poročilo tekme | Poročilo tekme | Poročilo tekme | Poročilo tekme |
| ------------------- | -------------- | -------------- | -------------- | -------------- |
| Začetek: ni podatka |                |                |                |                |

| 9. marec 1966 | Norveška | 5:2 | Madžarska | Zagreb |

| Poročilo tekme      | Poročilo tekme | Poročilo tekme | Poročilo tekme | Poročilo tekme |
| ------------------- | -------------- | -------------- | -------------- | -------------- |
| Začetek: ni podatka |                |                |                |                |

| 9. marec 1966 | Jugoslavija | 3:3 | Združeno kraljestvo | Zagreb |

| Poročilo tekme      | Poročilo tekme | Poročilo tekme | Poročilo tekme | Poročilo tekme |
| ------------------- | -------------- | -------------- | -------------- | -------------- |
| Začetek: ni podatka |                |                |                |                |

| 10. marec 1966 | Norveška | 4:1 | Švica | Zagreb |

| Poročilo tekme      | Poročilo tekme | Poročilo tekme | Poročilo tekme | Poročilo tekme |
| ------------------- | -------------- | -------------- | -------------- | -------------- |
| Začetek: ni podatka |                |                |                |                |

| 10. marec 1966 | Zahodna Nemčija | 1:0 | Madžarska | Zagreb |

| Poročilo tekme      | Poročilo tekme | Poročilo tekme | Poročilo tekme | Poročilo tekme |
| ------------------- | -------------- | -------------- | -------------- | -------------- |
| Začetek: ni podatka |                |                |                |                |

| 11. marec 1966 | Avstrija | 2:1 | Združeno kraljestvo | Zagreb |

| Poročilo tekme      | Poročilo tekme | Poročilo tekme | Poročilo tekme | Poročilo tekme |
| ------------------- | -------------- | -------------- | -------------- | -------------- |
| Začetek: ni podatka |                |                |                |                |

| 11. marec 1966 | Jugoslavija | 5:5 | Romunija | Zagreb |

| Poročilo tekme      | Poročilo tekme | Poročilo tekme | Poročilo tekme | Poročilo tekme |
| ------------------- | -------------- | -------------- | -------------- | -------------- |
| Začetek: ni podatka |                |                |                |                |

| 12. marec 1966 | Zahodna Nemčija | 3:2 | Norveška | Zagreb |

| Poročilo tekme      | Poročilo tekme | Poročilo tekme | Poročilo tekme | Poročilo tekme |
| ------------------- | -------------- | -------------- | -------------- | -------------- |
| Začetek: ni podatka |                |                |                |                |

| 12. marec 1966 | Švica | 6:1 | Madžarska | Zagreb |

| Poročilo tekme      | Poročilo tekme | Poročilo tekme | Poročilo tekme | Poročilo tekme |
| ------------------- | -------------- | -------------- | -------------- | -------------- |
| Začetek: ni podatka |                |                |                |                |

| 12. marec 1966 | Romunija | 4:1 | Združeno kraljestvo | Zagreb |

| Poročilo tekme      | Poročilo tekme | Poročilo tekme | Poročilo tekme | Poročilo tekme |
| ------------------- | -------------- | -------------- | -------------- | -------------- |
| Začetek: ni podatka |                |                |                |                |

| 12. marec 1966 | Jugoslavija | 4:2 | Avstrija | Zagreb |

| Poročilo tekme      | Poročilo tekme | Poročilo tekme | Poročilo tekme | Poročilo tekme |
| ------------------- | -------------- | -------------- | -------------- | -------------- |
| Začetek: ni podatka |                |                |                |                |

#### Lestvica
OT-odigrane tekme, z-zmage, n-neodločeni izidi, P-porazi, DG-doseženo goli, PG-prejeti goli, GR-gol razlika, T-točke.
| #  | Reprezentanca       | OT | Z | N | P | DG | PG | GR  | T  |
| -- | ------------------- | -- | - | - | - | -- | -- | --- | -- |
| 9  | Zahodna Nemčija     | 7  | 7 | 0 | 0 | 34 | 12 | +22 | 14 |
| 10 | Romunija            | 7  | 5 | 1 | 1 | 29 | 16 | +13 | 11 |
| 11 | Jugoslavija         | 7  | 4 | 2 | 1 | 25 | 23 | +2  | 10 |
| 12 | Norveška            | 7  | 4 | 0 | 3 | 28 | 17 | +9  | 8  |
| 13 | Avstrija            | 7  | 3 | 0 | 4 | 25 | 30 | -5  | 6  |
| 14 | Švica               | 7  | 2 | 0 | 5 | 24 | 26 | -2  | 4  |
| 15 | Madžarska           | 7  | 1 | 0 | 6 | 19 | 30 | -11 | 2  |
| 16 | Združeno kraljestvo | 7  | 0 | 1 | 6 | 15 | 45 | -30 | 1  |

- Zahodnonemška reprezentanca se je uvrstila v skupino A.
- Britanska reprezentanca je izpadla iz skupine B.

### Skupina C
Jugoslovanska B reprezentanca je bila izven konkurence.
| 3. marec 1966 | Italija | 17:0 | Južna Afrika | Dvorana Podmežakla, Jesenice |

| Poročilo tekme      | Poročilo tekme | Poročilo tekme | Poročilo tekme | Poročilo tekme |
| ------------------- | -------------- | -------------- | -------------- | -------------- |
| Začetek: ni podatka |                |                |                |                |

| 4. marec 1966 | Danska | 9:0 | Južna Afrika | Dvorana Podmežakla, Jesenice |

| Poročilo tekme      | Poročilo tekme | Poročilo tekme | Poročilo tekme | Poročilo tekme |
| ------------------- | -------------- | -------------- | -------------- | -------------- |
| Začetek: ni podatka |                |                |                |                |

| 5. marec 1966 | Jugoslavija B | 5:5 | Danska | Dvorana Podmežakla, Jesenice |

| Poročilo tekme      | Poročilo tekme | Poročilo tekme | Poročilo tekme | Poročilo tekme |
| ------------------- | -------------- | -------------- | -------------- | -------------- |
| Začetek: ni podatka |                |                |                |                |

| 6. marec 1966 | Italija | 18:2 | Južna Afrika | Dvorana Podmežakla, Jesenice |

| Poročilo tekme      | Poročilo tekme | Poročilo tekme | Poročilo tekme | Poročilo tekme |
| ------------------- | -------------- | -------------- | -------------- | -------------- |
| Začetek: ni podatka |                |                |                |                |

| 7. marec 1966 | Italija | 12:5 | Danska | Dvorana Podmežakla, Jesenice |

| Poročilo tekme      | Poročilo tekme | Poročilo tekme | Poročilo tekme | Poročilo tekme |
| ------------------- | -------------- | -------------- | -------------- | -------------- |
| Začetek: ni podatka |                |                |                |                |

| 8. marec 1966 | Italija | 7:1 | Danska | Dvorana Podmežakla, Jesenice |

| Poročilo tekme      | Poročilo tekme | Poročilo tekme | Poročilo tekme | Poročilo tekme |
| ------------------- | -------------- | -------------- | -------------- | -------------- |
| Začetek: ni podatka |                |                |                |                |

| 10. marec 1966 | Jugoslavija B | 4:1 | Južna Afrika | Dvorana Podmežakla, Jesenice |

| Poročilo tekme      | Poročilo tekme | Poročilo tekme | Poročilo tekme | Poročilo tekme |
| ------------------- | -------------- | -------------- | -------------- | -------------- |
| Začetek: ni podatka |                |                |                |                |

| 11. marec 1966 | Danska | 6:2 | Južna Afrika | Dvorana Podmežakla, Jesenice |

| Poročilo tekme      | Poročilo tekme | Poročilo tekme | Poročilo tekme | Poročilo tekme |
| ------------------- | -------------- | -------------- | -------------- | -------------- |
| Začetek: ni podatka |                |                |                |                |

| 12. marec 1966 | Jugoslavija B | 2:7 | Italija | Dvorana Podmežakla, Jesenice |

| Poročilo tekme      | Poročilo tekme | Poročilo tekme | Poročilo tekme | Poročilo tekme |
| ------------------- | -------------- | -------------- | -------------- | -------------- |
| Začetek: ni podatka |                |                |                |                |

#### Lestvica
OT-odigrane tekme, z-zmage, n-neodločeni izidi, P-porazi, DG-doseženo goli, PG-prejeti goli, GR-gol razlika, T-točke.
| #  | Reprezentanca | OT   | Z    | N    | P    | DG   | PG   | GR   | T    |
| -- | ------------- | ---- | ---- | ---- | ---- | ---- | ---- | ---- | ---- |
| 17 | Italija       | 4    | 4    | 0    | 0    | 54   | 8    | +46  | 8    |
| 18 | Danska        | 4    | 2    | 0    | 2    | 21   | 21   | 0    | 4    |
|    | Jugoslavija B | 3    | 1    | 1    | 1    | 11   | 13   | -2   | 3    |
| 19 | Južna Afrika  | 4    | 0    | 0    | 4    | 4    | 50   | -46  | 0    |
| 20 | Francija      | umik | umik | umik | umik | umik | umik | umik | umik |

- Italijanska reprezentanca se je uvrstila v skupino B.

## Končni vrstni red
1. Sovjetska zveza
2. Češkoslovaška
3. Kanada
4. Švedska
5. Vzhodna Nemčija
6. ZDA
7. Finska
8. Poljska
9. Zahodna Nemčija
10. Romunija
11. Jugoslavija
12. Norveška
13. Avstrija
14. Švica
15. Madžarska
16. Združeno kraljestvo
17. Italija
18. Danska
19. Južna Afrika
20. Francija